# Thomas H. Paynter

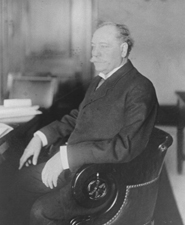
Thomas H. Paynter

Thomas Hanson Paynter (* 9. Dezember 1851 bei Vanceburg, Lewis County, Kentucky; † 8. März 1921 in Frankfort, Kentucky) war ein US-amerikanischer Politiker  der Demokratischen Partei, der den Bundesstaat Kentucky in beiden Kammern des Kongresses vertrat.
Der auf einer Farm bei Vanceburg geborene Paynter besuchte die öffentlichen Schulen, eine Privatschule im Lewis County und das Centre College in Danville. Dort studierte er die Rechtswissenschaften, woraufhin er 1872 in die Anwaltskammer aufgenommen wurde und in Greenup zu praktizieren begann. Zwischen 1876 und 1882 fungierte er als Staatsanwalt des Greenup County.
Im Jahr 1888 wurde der Demokrat Paynter erstmals ins US-Repräsentantenhaus gewählt, wo er den neunten Wahlbezirk von Kentucky vom 4. März 1889 bis zum 5. Januar 1895 vertrat. Unter anderem war er dort Vorsitzender des Ausschusses für Ausgaben im Postministerium (House Committee on Expenditures in the Post Office Department). 1895 legte er sein Mandat nieder, nachdem er zum Richter am Appellationsgericht von Kentucky gewählt worden war. Dort verblieb er bis 1906 und trat dann zurück, um sein Amt als US-Senator für Kentucky anzutreten.
Thomas Paynter verbrachte eine Wahlperiode im Senat, aus dem er am 3. März 1913 ausschied. Während dieser Zeit war er Vorsitzender des Senatsausschusses für den Öffentlichen Dienst (Committee to Examine Branches of the Civil Service). Nach dem Ende seiner politischen Laufbahn arbeitete er in Frankfort als Anwalt und war auch in der Landwirtschaft tätig.